# Stuttgart
|  | Per a altres significats, vegeu «Stuttgart (Arkansas)». |

Stuttgart [ˈʃtutgaːrt] és la capital del Land alemany de Baden-Württemberg, a la porta de la Selva Negra. Té una població d'aproximadament 598.000 habitants (juny 2008), dels quals uns 138.000 són estrangers, i una superfície de 207 km². La ciutat i l'àrea metropolitana se situen constantment entre les 20 principals àrees metropolitanes europees segons el PIB; Mercer va classificar Stuttgart com a 21è a la seva llista de ciutats de 2015 per qualitat de vida;  l'agència d'innovació 2thinknow va classificar la ciutat en el lloc 24 del món entre 442 ciutats al seu Índex de ciutats d'innovació;  i la Globalization and World Cities Research Network van classificar la ciutat com a ciutat global d'estat beta a la seva enquesta del 2020. Stuttgart va ser una de les ciutats amfitriones dels tornejos oficials de la Copa del Món de la FIFA de 1974 i 2006.
Està envoltada de turons, boscos i vinyes que hi arriben fins al bell mig. El port és al nord-est de la ciutat, a la riba del riu Neckar.
La ciutat és coneguda com el "bressol de l'automòbil". Com a tal, és la seu de famosos museus de l'automòbil com el Museu Mercedes-Benz i el Museu Porsche, així com nombroses revistes d'entusiastes de l'automòbil, que contribueixen a l'estatus de Stuttgart com a " Autohauptstadt " ("ciutat capital de l'automòbil") d'Alemanya. L'eslògan turístic de la ciutat és "Stuttgart ofereix més". Segons els plans actuals per millorar els enllaços de transport amb la infraestructura internacional (com a part del projecte Stuttgart 21), Stuttgart va presentar un nou logotip i eslògan de la ciutat el març de 2008, descrivint-se com " Das neue Herz Europas " ("El nou cor d'Europa"). Per a les empreses, es descriu a si mateix com "On l'empresa es troba amb el futur". El juliol de 2010, la ciutat va presentar un nou logotip, dissenyat per atraure més empresaris a quedar-se a la ciutat i gaudir d'escapades a la zona.
Daimler AG, Porsche i Robert Bosch GmbH tenen les seves centrals als afores del nucli urbà.
Gottlieb Daimler i Wilhelm Maybach van construir a Stuttgart el seu primer motor a combustió interna, que sumat a la bugia de Robert Bosch (nascut a Stuttgart) va donar naixement a la indústria de l'automòbil a Alemanya.

## Organització politicoadministrativa
La ciutat de Stuttgart està dividida en 23 Bezirke (districtes municipals), els quals comprenen al seu torn 141 Stadtteile (barris). Els districtes són:
| - 1. Stuttgart-Mitte - 2. Stuttgart-Nord - 3. Stuttgart-Ost - 4. Stuttgart-Süd - 5. Stuttgart-West - 6. Bad Cannstatt - 7. Birkach - 8. Botnang | - 9. Degerloch - 10. Feuerbach - 11. Hedelfingen - 12. Möhringen - 13. Mühlhausen - 14. Münster - 15. Obertürkheim - 16. Plieningen | - 17. Sillenbuch - 18. Stammheim - 19. Untertürkheim - 20. Vaihingen - 21. Wangen - 22. Weilimdorf - 23. Zuffenhausen |

## Etimologia
El nom de la ciutat prové de la paraula alemanya Stutengarten, que significa -jardí d'eugues-, ja que la ciutat té el seu origen al voltant dels antics estables del duc Liudolf de Suàbia.

## Història

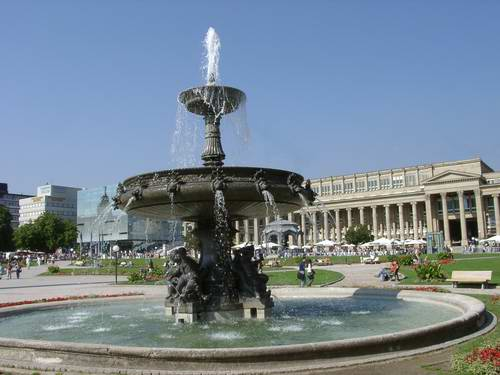
Plaça del Palau

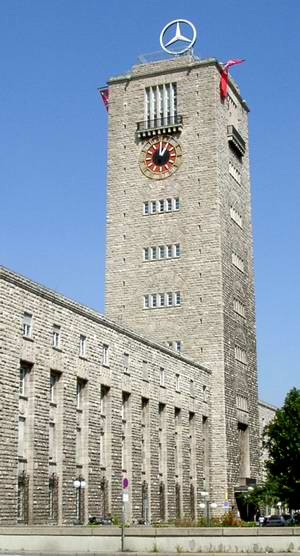
Estació central de Stuttgart.

El districte de Cannstatt constitueix la zona de la ciutat més antiga i més gran de Stuttgart. Al segle i dC era una ciutadella romana, una de les posicions més importants a la zona, en estar situada a la riba del Neckar i en un encreuament de camins. Amb la invasió dels alans en el 260 dC va finalitzar la presència romana a Stuttgart. No hi ha tradicions a Cannstatt dels pobles bàrbars, que van aparèixer per quedar-se a causa de la situació estratègica però van mantenir a les colònies les seves tradicions.
Presumiblement, Stuttgart va seguir creixent durant les Guerres Hongareses entre 926 i 948 a Nessenbachtal i en les quadres de cavalls (o Stuotengarten, d'aquí el nom de Stuttgart). El creixement de la ciutat s'atribueix al comte Liudolf de Suàbia, després del 945 dC Des de llavors el creixement va ser cap als costats de les quadres de cavall.
Noves excavacions arqueològiques que s'estan realitzant tant a la col·legiata com al castell antic, ens mostren que no hi havia prats verds en la fundació de la ciutat: almenys des dels merovingis, ja que es van establir aquí simples camperols. Un sepeli sota la col·legiata completa l'escassa informació que hi ha sobre l'estat de la ciutat durant l'ocupació merovíngia. De l'època carolíngia, queden alguns pous i cases.
La ciutat es trobava a prop dels vivers de cavall del Comtat de Baden, com també de les ciutats de Backnang i Besigheim, pertanyents al comtat de Württemberg. Amb la comtessa Irmengard de Baden, els monestirs de Lichtenhal van romandre a Baden-Baden; ella també era la propietària de Nesenbachtal.
La marquesa de Baden es trobava a l'oest dels seus enemics, els marquesos de Württemberg, més tard comtes. Hermann V de Baden es va alçar sobre la ciutat el 1219. Després van ser els Württemberg els que van prendre la ciutat, i una dinastia després contreien matrimoni i van instal·lar tota la pompa de Württemberg al centre de la ciutat. Fins al 1918 Stuttgart va ser la capital i la residència dels Württemberg: fins al 1496 era el comtat de Württemberg, després dels ducs, fins al 1803 va ser principat i des del 1806 regne de Württemberg i després del 1918 Estat lliure de Württemberg.
A final de maig de 1849, després del rebuig a un congrés de diputats pel rei prussià Frederic Guillem IV, es va traslladar a Stuttgart l'Assemblea Nacional de Frankfurt gràcies a una invitació del ministre de Justícia Friedrich Römer, pertanyent als Württemberg.
El 1871, Stuttgart comptava amb 91000 habitants. En aquell moment, Gottlieb Daimler va inventar l'automòbil en un petit taller de CannStatt i la població va augmentar ràpidament a 176.000 habitants. Aquell mateix any, Wurtemberg es va unir, com a regne autònom, a l'Imperi alemany creat per Otto von Bismarck, durant la Unificació d'Alemanya.
Al final de la Primera Guerra Mundial, la monarquia de Wurtemberg es va ensorrar: Guillem II de Wurtemberg va rebutjar la corona sota la pressió dels revolucionaris que havien ocupat el Palau Wilhelm. L'Estat Lliure de Wurtemberg es va crear com a part de la República de Weimar.
Stuttgart va ser llavors proclamat capital de l'Estat Lliure.
- 1945: la ciutat és gairebé totalment destruïda pels bombardejos dels aliats.[25]
- 1947: la ciutat competeix amb Bonn i Frankfurt del Main per ser la capital de l'Alemanya occidental. Bonn és triada.
- 1983, 17-19 de juny: Es reuneix a Stuttgart el Consell Europeu. Els caps d'Estat i de Govern i els ministres d'Afers Exteriors signen una Declaració Solemne sobre la Unió Europea (UE).
- 1999, 15-16 d'abril: Se celebra la Tercera Conferència Euromediterrània, amb la participació de Líbia per primera vegada com a convidat especial.

Les bases de l'Exèrcit estatunidenc són molt nombroses a Stuttgart i al voltant de Stuttgart.

## Geografia

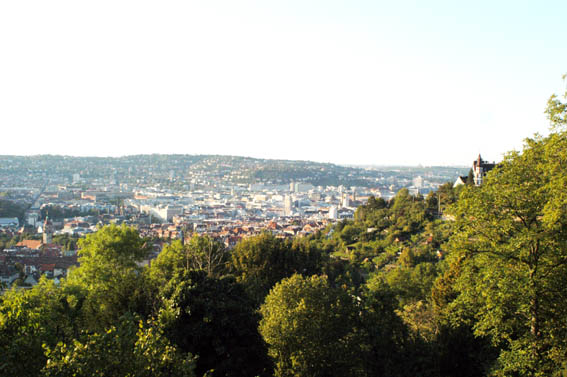
Visió de les vinyes des del parc de Killesberg.

Stuttgart està situada al centre de l'Estat de Baden-Württemberg. El centre de la ciutat se situa entre valls i vinyes, per això la ciutat és anomenada com "Stuttgarter Kessel" ('L'olla stuttgartina'). Stuttgart és al costat del riu Neckar. La ciutat alemanya limita al nord amb la conca del Neckar, a l'oest amb Glemswald i el Gau, a l'est amb el corredor de Schurwald i al sud amb el parc natural de Schönbuch. Al sud-est flueix el Neckar i se situa la ciutat Esslingen am Neckar.
La ciutat es troba a una altitud de 207 metres sobre el nivell del mar. Stuttgart s'eleva pel Birkenkopf (511 m) a la depressió del Rand, elevada també pel Wirtemberg (411 m) sobre la vall del Necktar i pel bosc Heiner (395 m).

### Planificació de la regió

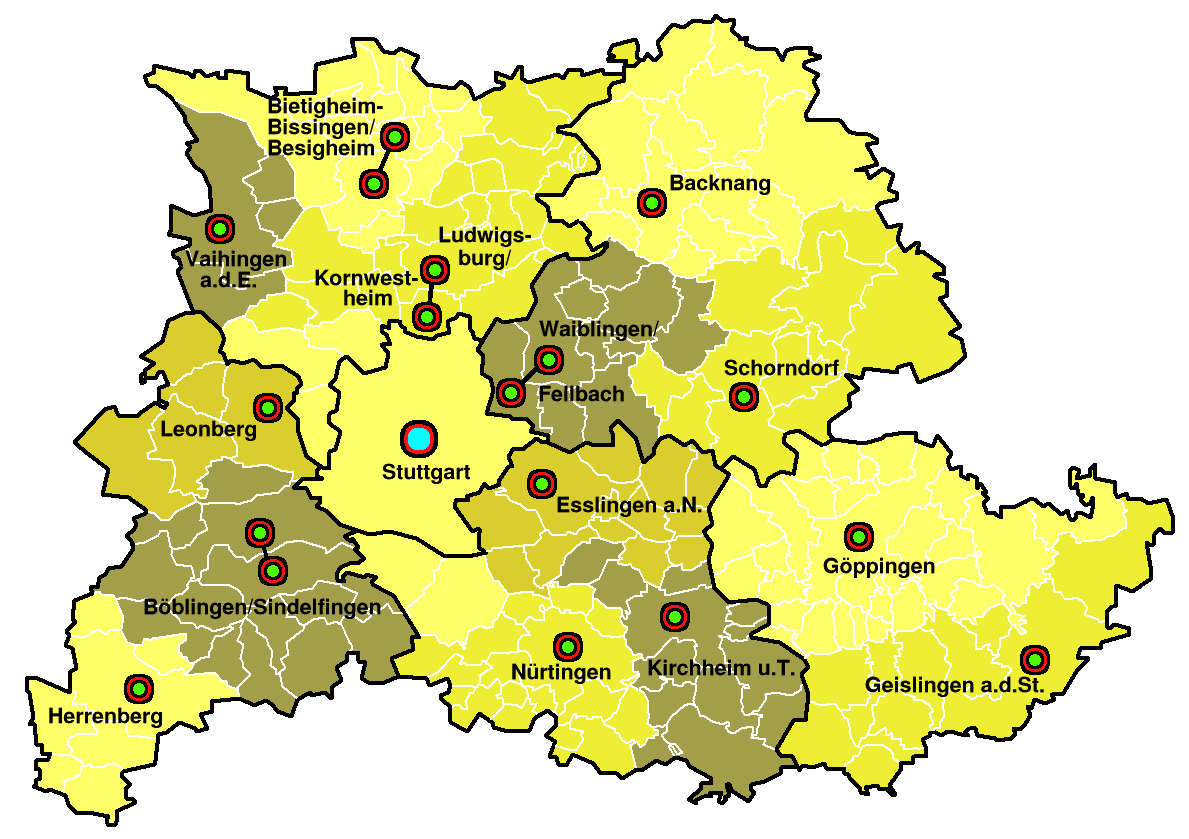
Regió de Stuttgart

La ciutat està situada al centre de la Regió de Stuttgart. A la regió li pertanyen les ciutats veïnes d'Esslingen, Göppingen, Ludwigsburg i Rems-Murr-Kreis, així com el municipi de Heilbronn (al nord de Stuttgart) i al sud de la regió les ciutats de Reutlingen i Tübingen. Tots aquests municipis i altres confrontants a la ciutat alemanya formen la regió metropolitana de Stuttgart, que divideix el Bundesland de Baden-Württemberg a 14 zones diferents.
La regió metropolitana europea de Stuttgart també integra les ciutats de Ditzingen, Filderstadt, Gerlingen, Korntal-Münchingen i Leinfelden-Echterdingen. La zona de Stuttgart controla les ciutats de Backnang, Bietigheim-Bissingen / Besigheim, Böblingen / Sindelfingen, Esslingen am Neckar, Geislingen an der Steige, Göppingen, Herrenberg, Kirchheim unter Teck, Leonberg, Ludwigsburg / Kornwestheim, Nürtingen, Schorndorf, Vaihingen an der Enz i Waiblingen / Fellbach.

### Municipis veïns

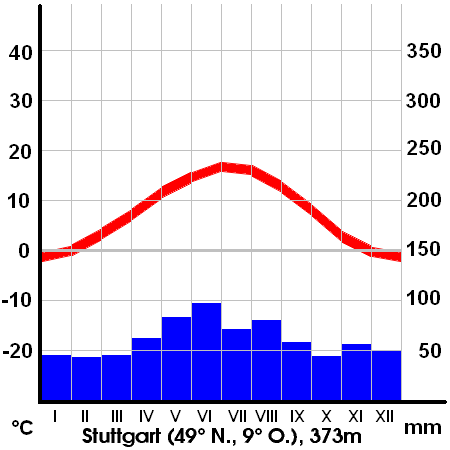
Climograma de Stuttgart

Les següents ciutats limiten amb la ciutat de Stuttgart, l'ordre parteix del nord-est i segueix la direcció de les agulles del rellotge:
Fellbach, Kernen im Remstal (totes al districte urbà de Rems-Murr), Esslingen am Neckar, Ostfildern, Neuhausen auf den Fildern, Filderstadt i Leinfelden-Echterdingen (al districte rural - Landkreis - d'Esslingen), Sindelfingen i Leonberg (al Landkreis de Böblingen), així com Gerlingen, Ditzingen, Korntal-Münchingen, Möglingen, Kornwestheim i Remseck am Neckar (totes al Landkreis de Ludwigsburg).

## Clima
Per estar situat en una depressió i pels cultius, a Stuttgart trobem un clima molt càlid, encara que hi ha períodes en què el fred fa acte de presència. La Selva Negra i els boscos suabs i francs relaxen les temperatures amb les ombres dels seus arbres. El clima i el pendent en què es troba Stuttgart facilita l'aparició de la viticultura.
A l'estiu es produeix la inversió tèrmica. Per això és possible que a l'estiu la temperatura a la Königstraße (el carrer principal de Stuttgart) i als voltants de la Schlossplatz (la plaça principal) hi arribin a haver temperatures de 30-35º al migdia.

## Demografia
Habitants

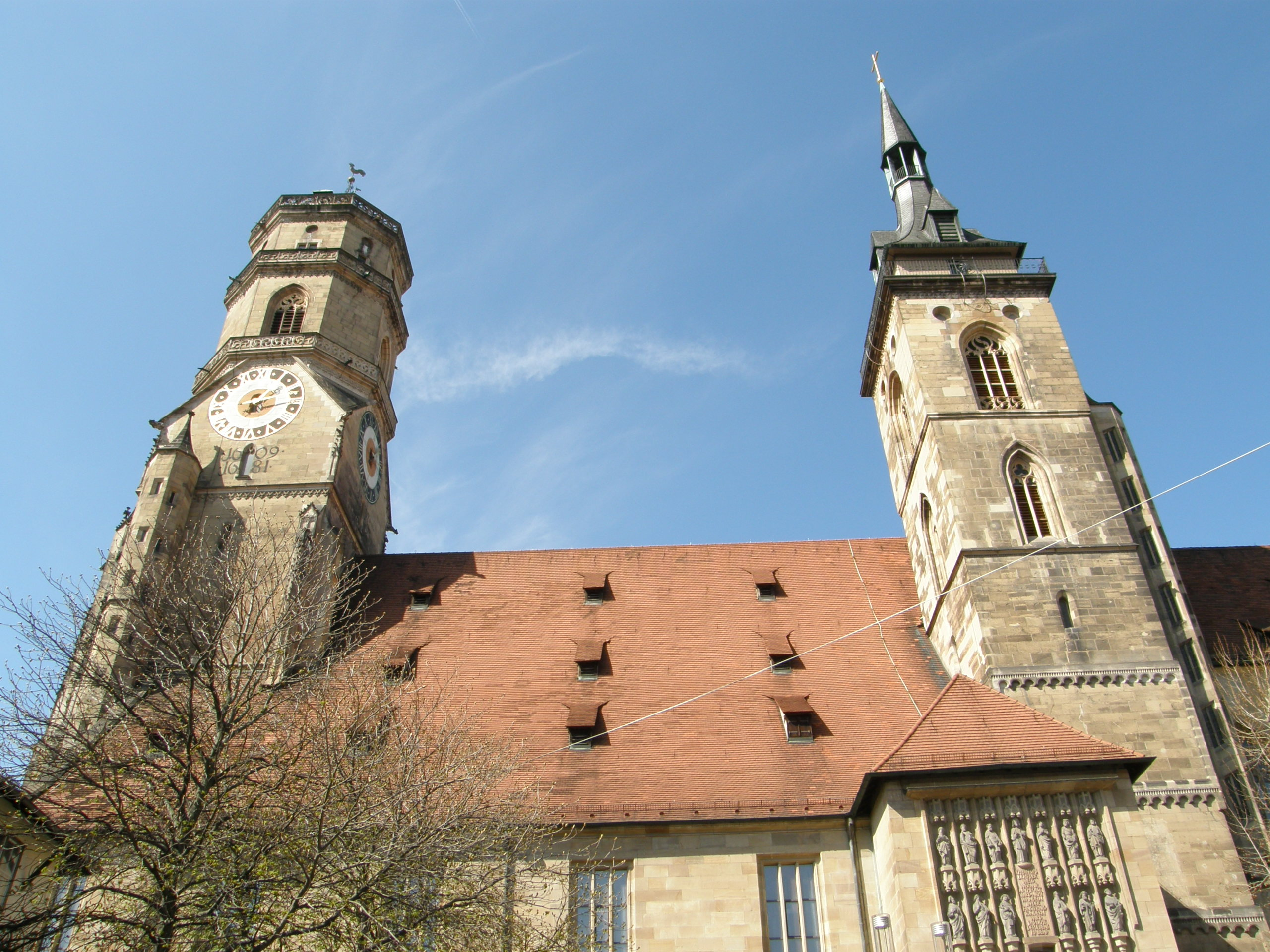
Stiftskirche Stuttgart (església evangelista).

Centre de la ciutat de Stuttgart.

Stuttgart va sobrepassar el 1875 els 100.000 habitants i es va convertir en la primera gran ciutat de Baden-Württemberg. El 1905 la ciutat tenia 250.000 habitants, que es van doblar fins al 1950 (500.000 habitants). L'any 1962 arriba a la màxima població de la seva història: 640.560 habitants. El 30 de setembre de 2007, el cens oficial dona com a xifra d'habitants de Stuttgart 597.158, convertint-se, després de Múnic, en la segona ciutat més habitada del sud d'Alemanya i la sisena en total.
Religió
El 26% dels creients es confessen com catòlics i el 30% com a protestants. La religió musulmana arriba a l'11,3% de la població i la resta del 33% es confessen d'altres religions o confessions. Totes aquestes dades són de l'any 2005.

## Monuments i cultura

### Centre de la ciutat

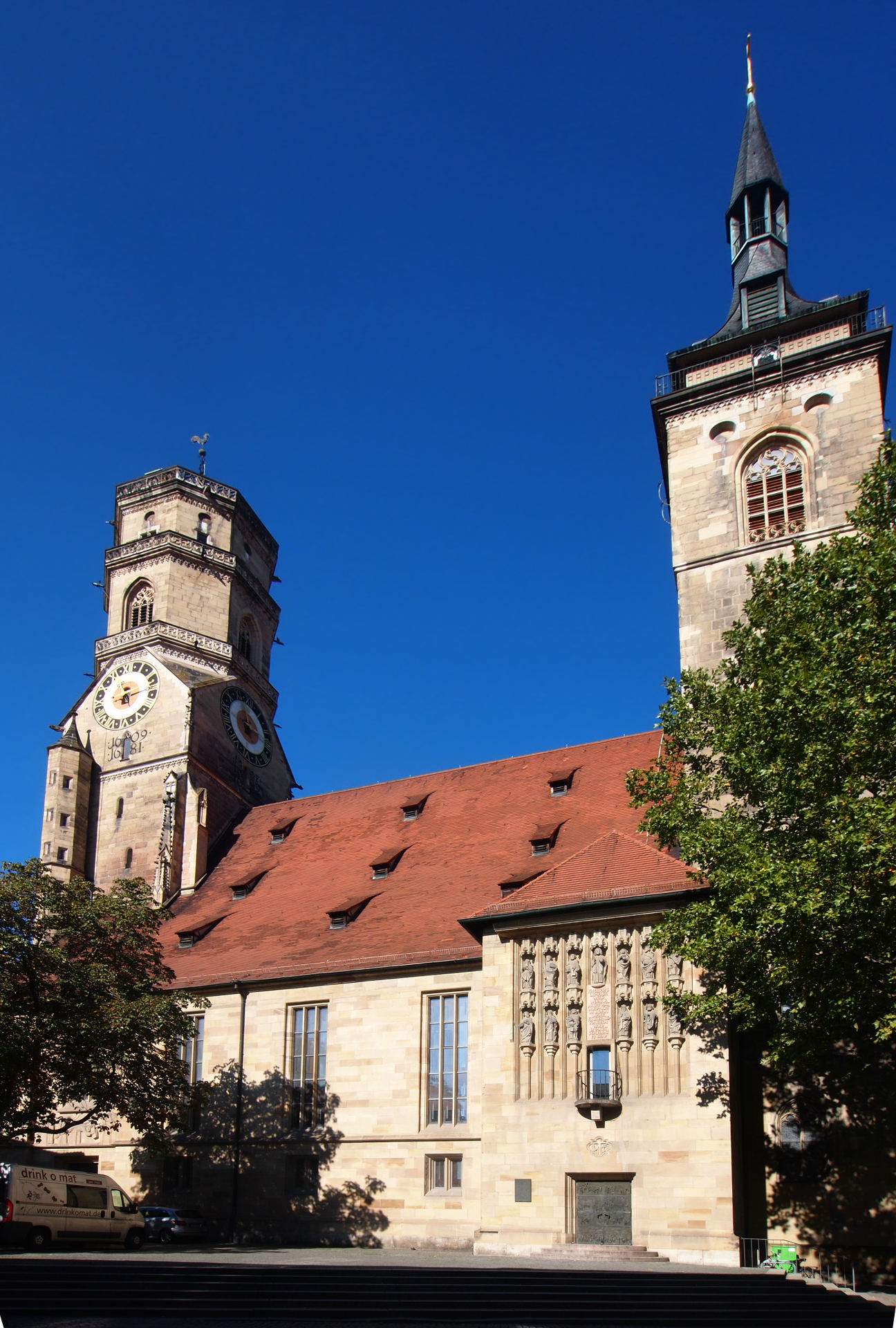
La Stiftskirche, vista des del sud-est (Kirchstraße)

Al centre de Stuttgart hi ha la seva plaça principal, Schlossplatz. A més de ser la plaça més gran de Stuttgart, es troba al punt d'encreuament entre la zona comercial de la ciutat, el parc Schlossgarten que baixa fins al riu Neckar, els dos castells centrals de Stuttgart i els principals museus i zones residencials al sud-oest. Königstraße, el carrer comercial més important de Stuttgart que recorre l'extrem nord-oest de Schlossplatz, afirma ser el carrer per a vianants més llarg d'Alemanya.
Encara que el centre de la ciutat va ser molt danyat durant la Segona Guerra Mundial, s'han reconstruït molts edificis històrics i la ciutat compta amb algunes belles peces d'arquitectura moderna de postguerra. Els edificis i places destacades del centre de la ciutat inclouen:

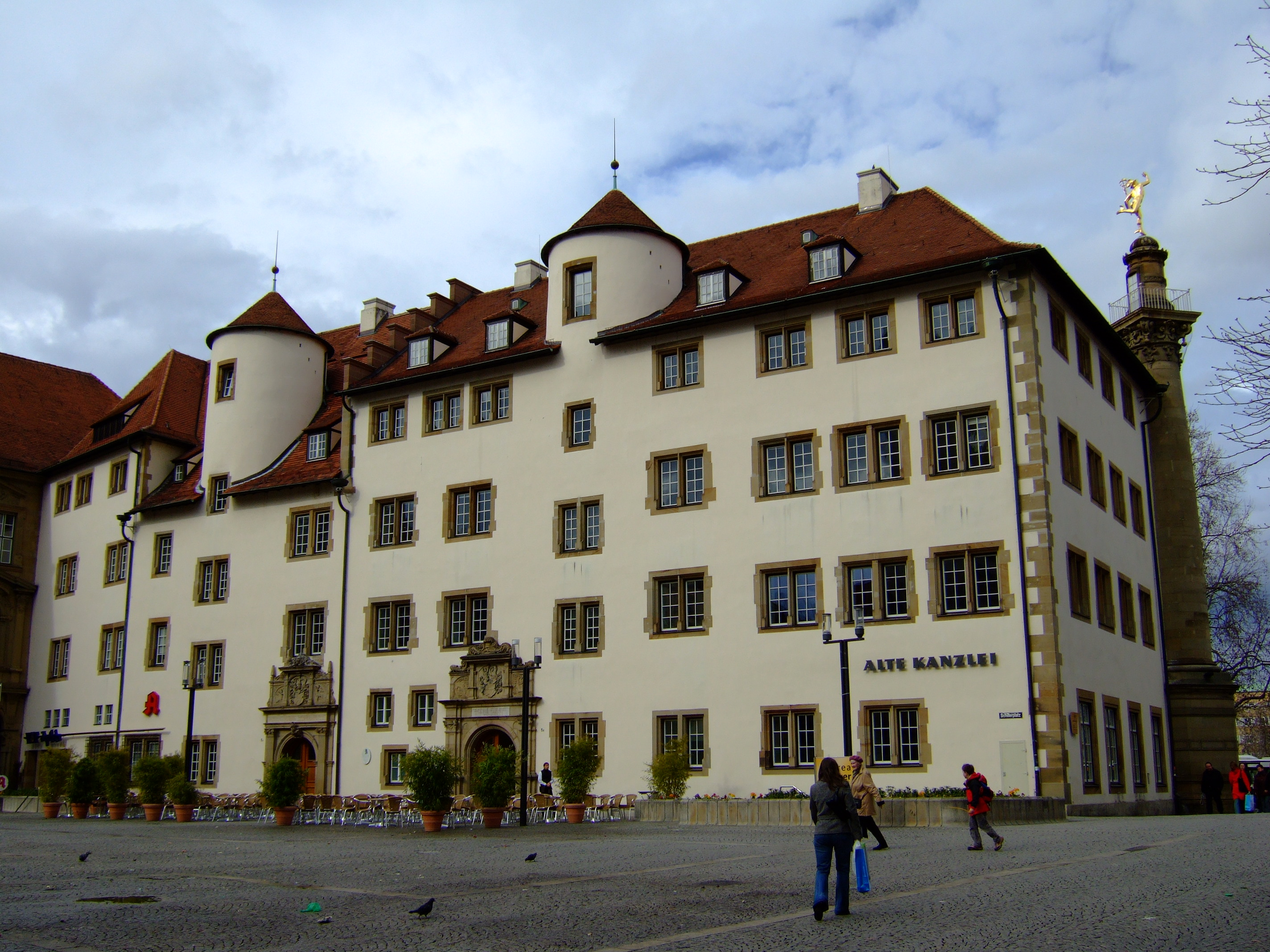
L'Alte Kanzlei a la plaça Schillerplatz

- La Stiftskirche (església col·legiata), data del segle xii, però va ser modificada pel gòtic tardà al segle xv i és una església protestant des de 1534.[30] Exterior: romànic / gòtic; interior: Romànic/Gòtic/Modern. Reconstruït amb interior simplificat després de la Segona Guerra Mundial.
- Altes Schloss (el Castell Vell), majoritàriament datat de finals del segle xv, algunes parts es remunten al 1320.[30] Estil renaixentista ; reconstruït[30]
- Alte Kanzlei (l'Antiga Cancelleria) a la plaça Schillerplatz que es troba enrere al pilar de Mercuri de 1598
- Neues Schloss (el palau nou), acabat el 1807.[30] Barroc / Classicisme); reconstruït amb un interior modern, actualment acull oficines governamentals.[30] Els cellers amb una col·lecció de fragments de pedra de l'època romana estan oberts al visitant[31][32] i el Castell Antic (Altes Schloß) situats a la Plaça del Palau (Schloßplatz).
- Wilhelmpalais (el palau del Rei Wilhelm), 1840
- Königsbau (edifici del rei), 1850. Classicisme; reconstruït; Alberga des de l'any 2006 el centre comercial "Königsbau Passagen".
- The Großes Haus of Stuttgart National Theatre, 1909–1912
- Mercat de Markthalle, 1910. (Modernisme)
- La Hauptbahnhof (estació de tren principal) va ser dissenyada l'any 1920;[30] les seves línies netes i funcionals són típiques de la tendència artística 'Neue Sachlichkeit' (Nova Objectivitat)[30]
- La biblioteca estatal Württembergische Landesbibliothek, reconstruïda el 1970.
- Friedrichsbau Varieté (edifici Friedrich), reconstruït l'any 1994 al lloc de l'antic edifici modernista
- El castell de Rosenstein (Museum am Rosenstein).
- La Galeria Nacional de Stuttgart (Staatsgalerie).
- L'Òpera Nacional de Stuttgart (Württembergisches Staatstheater Stuttgart).
- El museu Mercedes-Benz.
- El museu Porsche.
- La Torre de Televisió (Fernsehturm).

El projecte Stuttgart 21 preveu transformar l'estació central de trens per un passatge subterrani per així millorar la connexió amb la xarxa de tramvies. Amb tot això es recuperen cent hectàrees al cor de la ciutat on es planteja construir edificis d'avantguarda.

## Fills il·lustres
- Daniel G Treu (1695-1749) compositor musical
- Karl Christian Planck (1819–1880) filòsof
- Alfred Sittard (1878-1942) famós organista i compositor
- Hans Spemann (1869-1941) metge, Premi Nobel de Medicina o Fisiologia de 1935
- Gerhard Ertl (1936-) físic, Premi Nobel de Química de 2007
- Bert Sakmann (1942-) metge, Premi Nobel de Medicina o Fisiologia de 1991.
- Christian Heinrich von Nagel (1803-1882) matemàtic i pedagog
- Richard von Weizsäcker (1920-2015), polític, Alcalde de Berlín (1981-1984), President d'Alemanya (1984-1994), Premi Internacional Catalunya 1995.
- Karl Münchinger (1915-1990) director d'orquestra.
- Theodor Bertram (1869-1907), cantant d'òpera (baríton)

## Ciutats agermanades
| - St Helens, Anglaterra, Regne Unit des de 1948 - Cardiff, Gal·les, Regne Unit des de 1955 - St. Louis, Missouri, EUA, des de 1960 - Estrasburg, França, des de 1962 | - Bombai, Índia, des de 1968 - Menzel Bourguiba, Tunísia, des de 1971 - El Caire, Egipte, des de 1979 - Łódź, Polònia, des de 1988 | - Brno, República Txeca, des de 1989 - Samara, Rússia, des de 1992 |